# 小行星9562
小行星9562（英語：9562 Memling）是一颗围绕太阳公转的小行星。1987年9月1日，天文学家艾瑞克·怀特·埃尔斯特在拉西拉天文台发现了此天体。
这颗小行星的绝对星等为202.9643062633078等。